# Nekrolog 1347
Nekrolog
◄◄
| ◄
| 1343
| 1344
| 1345
| 1346
| 1347 | 1348 | 1349 | 1350 | 1351 | ► | ►►
Weitere Ereignisse | Allgemeiner Nekrolog 1347
Die Beschreibung der verstorbenen Person sollte so kurz wie möglich gehalten sein und nur deren signifikante Tätigkeit(en) enthalten.
Neue Namen ggf. auch unter dem Geburts- und Sterbedatum, also etwa unter 1. Januar und im Geburts- und Sterbejahr (2024) eintragen (nur bei entsprechender großer Wichtigkeit). Für Beispiele siehe die schon vorhandenen Artikel.
Außerdem über die fünf zuletzt Verstorbenen, zu denen es einen ausreichend guten Artikel für eine Präsentation auf der Hauptseite gibt, nach der todesbedingten Überarbeitung der Artikel ggf. auch unter Wikipedia Diskussion:Hauptseite informieren und sie am besten auch in den anderen Wikipedia-Sprachversionen eintragen. Tipp: Regelmäßig bei news.google.de nach „ist tot“, „gestorben“ oder „verstorben“ suchen.
Wenn eine Person gestorben ist, gibt es viele Seiten zu dieser Person in der Wikipedia, die davon auch betroffen sind und entsprechend aktualisiert werden müssen. Beispiele: Namenübersichtsseite, Geburtsjahr, Geburtsort-Seiten und viele mehr.
Wie finde ich die betroffenen Seiten?
Im Suchfeld auf der linken Seite gibt man den Suchbegriff so ein: „Vorname Nachname“. Dann klickt man auf Volltext und alle Seiten mit entsprechendem Suchtext werden aufgerufen. Hier sieht man dann schnell, wo auch das Todesjahr Sinn macht oder sogar ein Teil des Artikels angepasst werden muss. Auch hilft das „Werkzeug“ auf der linken Seite sehr gut, um solche Seiten aufzufinden: „Links auf diese Seite“. Somit ist die Wikipedia wieder aktuell in allen Bereichen! Hinweis: bei Eintragung der Kategorie „Gestorben JAHR“ wird der Missbrauchsfilter 49 ausgelöst, was jedoch nicht schlimm ist. Siehe: Spezial:Missbrauchsfilter/49
Dies ist eine Liste von im Jahr 1347 verstorbenen bekannten Persönlichkeiten. Die Einträge erfolgen innerhalb der einzelnen Daten alphabetisch sortiert. Tiere sind im Nekrolog für Tiere zu finden.

## Januar
| Tag        | Name              | Beruf, bekannt als           | Alter | Beleg |
| ---------- | ----------------- | ---------------------------- | ----- | ----- |
| 2. Januar  | John Eaglescliff  | englischer Ordensgeistlicher |       |       |
| 18. Januar | Ulrich Denklinger | Abt des Klosters St. Mang    |       |       |

## Februar
| Tag         | Name       | Beruf, bekannt als                          | Alter | Beleg |
| ----------- | ---------- | ------------------------------------------- | ----- | ----- |
| 15. Februar | Thomas Bek | englischer Geistlicher, Bischof von Lincoln | 63    |       |

## März
| Tag      | Name         | Beruf, bekannt als           | Alter | Beleg |
| -------- | ------------ | ---------------------------- | ----- | ----- |
| 23. März | Hartmann II. | Abt des Klosters Schlüchtern |       |       |

## April
| Tag      | Name               | Beruf, bekannt als                       | Alter | Beleg |
| -------- | ------------------ | ---------------------------------------- | ----- | ----- |
| 9. April | Wilhelm von Ockham | Franziskaner, Philosoph und Scholastiker |       |       |

## Juli
| Tag      | Name                       | Beruf, bekannt als                  | Alter | Beleg |
| -------- | -------------------------- | ----------------------------------- | ----- | ----- |
| 7. Juli  | Dietrich VII./IX.          | Graf von Kleve                      |       |       |
| 29. Juli | Ludwig Schenk von Neindorf | Bischof von Brandenburg (1327–1347) |       |       |

## August
| Tag        | Name         | Beruf, bekannt als                                  | Alter | Beleg |
| ---------- | ------------ | --------------------------------------------------- | ----- | ----- |
| 15. August | Johanna III. | älteste Tochter des französischen Königs Philipp V. |       |       |

## September
| Tag           | Name                         | Beruf, bekannt als                                                  | Alter | Beleg |
| ------------- | ---------------------------- | ------------------------------------------------------------------- | ----- | ----- |
| 3. September  | Engelbert von Dolen          | Bischof von Dorpat, Erzbischof von Riga                             |       |       |
| 14. September | Konrad II. von Schlüsselberg | fränkischer Edelfreier, Vorstreiter und Träger der Reichssturmfahne |       |       |
| 28. September | Taddeo Pepoli                | Signore von Bologna                                                 |       |       |

## Oktober
| Tag         | Name                   | Beruf, bekannt als                                                  | Alter | Beleg |
| ----------- | ---------------------- | ------------------------------------------------------------------- | ----- | ----- |
| 11. Oktober | Ludwig IV.             | römisch-deutscher Kaiser; Herzog von Bayern und Pfalzgraf bei Rhein |       |       |
| 14. Oktober | Peter I. von Rosenberg | Oberster Kämmerer im Königreich Böhmen                              |       |       |

## November
| Tag          | Name                  | Beruf, bekannt als | Alter | Beleg |
| ------------ | --------------------- | --- | ----- | ----- |
| 10. November | Hugh de Audley        | englischer Adliger, Höfling und Militär                                                                                     |       |       |
| 28. November | Heinrich I. von Bülow | Domherr zu Schwerin, Kanonikus in Bützow, Thesaurar im Schweriner Domkapitel, Pfarrer zu Stralsund und Bischof von Schwerin |       |       |

## Dezember
| Tag          | Name    | Beruf, bekannt als            | Alter | Beleg |
| ------------ | ------- | ----------------------------- | ----- | ----- |
| 31. Dezember | Otto I. | Graf von Rietberg (1313–1347) |       |       |

## Datum unbekannt
| Tag | Name                               | Beruf, bekannt als                                                 | Alter | Beleg |
| --- | ---------------------------------- | ------------------------------------------------------------------ | ----- | ----- |
|     | Abner von Burgos                   | spanischer Philosoph und antijüdischer Schriftsteller              |       |       |
|     | Adolf II. von der Mark             | Herrscher der Grafschaft Mark und später auch der Grafschaft Kleve |       |       |
|     | Hugh Douglas of Douglas            | schottischer Adliger                                               |       |       |
|     | Georg I.                           | Graf von Veldenz und königlicher Landvogt                          |       |       |
|     | Al-Muzaffar Haddschi I.            | Sultan der Mamluken in Ägypten                                     |       |       |
|     | Hugh Hastings                      | englischer Ritter, Seneschall der Gascogne                         |       |       |
|     | Konrad I.                          | Graf von Oldenburg                                                 |       |       |
|     | Loe Thai                           | König des Königreiches Sukhothai                                   |       |       |
|     | Maurice of Inchaffray              | schottischer Geistlicher, Bischof von Dunblane                     |       |       |
|     | Pir Umar Halveti                   | islamischer Mystiker (Sufi) und Gründer der Halveti-Tariqa         |       |       |
|     | Schweiker I. Tuschl von Söldenau   | Ritter zu Söldenau; Vizedom an der Rott                            |       |       |
|     | John de Warenne, 7. Earl of Surrey | englischer Magnat                                                  |       |       |